# Hope Sansberry
Hope Sansberry est une actrice américaine née le 19 juin 1894 à Charlottesville en Virginie (États-Unis), morte le 14 décembre 1990 à Laguna Hills (Californie).

## Filmographie
- 1950 : Propre à rien (Fancy Pants) : Millie
- 1952 : La Collégienne en folie (She's Working Her Way Through College) de H. Bruce Humberstone : Mrs. Rogers
- 1955 : The Phil Silvers Show (série TV) : Nell Hall
- 1959 : Keep in Step (TV) : Mrs. Nell Hall
- 1961 : Sail a Crooked Ship (en) de Irving Brecher : Biddy
- 1963 : Après lui, le déluge (Son of Flubber) de Robert Stevenson : Secretary